# Edouard Poullet
Edouard (sinds 9 oktober 2020: burggraaf Poullet (Brussel, 1 augustus 1929) is een Belgische voormalige politicus voor PSC. 

## Levensloop
Hij is van de familie Poullet en is kleinzoon van Prosper Poullet, voormalig premier van België. Van 1961 tot aan haar overlijden in 2011 was hij gehuwd met Nadine Robyns de Schneidauer.
Poullet was docent, hoogleraar en lector aan de Université Catholique de Louvain. In 1958 was hij kabinetsattaché van minister van Landsverdediging Arthur Gilson, van 1958 tot 1961 was hij kabinetschef van Albert Coppé, president van de Hoge Autoriteit voor Kolen en Staal, en van 1961 tot 1965 was hij kabinetschef van minister van Binnenlandse Zaken Arthur Gilson. Van 1965 tot 1979 was hij permanent secretaris van het federaal aanwervingsbureau voor ambtenaren en van 1975 tot 1982 was hij de voorzitter van de Nationale Commissie voor de Planning van Hospitaaldiensten.
Voor de PSC zetelde hij van 1978 tot 1995 als rechtstreeks gekozen senator in de Belgische Senaat. Van 1989 tot 1995 was hij ook lid van het Brussels Hoofdstedelijk Parlement en was er van 1989 tot 1995 ook de eerste parlementsvoorzitter van. In 1982 werd hij eveneens verkozen tot gemeenteraadslid van Ukkel, waar hij van 1983 tot 1985 schepen was. Van 1985 tot 1988 was hij in de Franse Gemeenschapsregering minister van Sociale Aangelegenheden, Vorming en Toerisme.